# Казаринцы
 Казаринцы  — деревня в Кирово-Чепецком районе Кировской области в составе Филипповского сельского поселения.

## География
Расположена на расстоянии примерно 2 км на юго-запад по прямой от центра поселения села Филиппово.

## История
Известна с 1678 года как деревня Казариновых над Федкиной речкою с 6 дворами, в 1764 году в деревне Казаринской 93 жителя. В 1873 году здесь дворов 18 и жителей 177, в 1905 (Казаринская или Казаринцы) 37 и 260, в 1926 36 и 171, в 1950 34 и 141, в 1989 40 жителей. Настоящее название утвердилось с 1939 года. 

## Население
Постоянное население составляло 31 человек (русские 84%) в 2002 году, 13 в 2010.